# 障害者の生活保障を要求する連絡会議
障害者の生活保障を要求する連絡会議（しょうがいしゃのせいかつほしょうをようきゅうするれんらくかいぎ、英語: Liaison Council for Guaranteed Livelihood of Disabled People）とは、日本の障害者団体である。略称は障害連（しょうがいれん）。

## 概要
1974年に福祉年金の大幅アップを求めて、日本労働組合総評議会（総評）系の国民春闘に参加したのが会の始まり。1976年に正式に発足。1985年の障害者基礎年金の創設には尽力した。また障害連としては日本障害者協議会（JD）やDPI日本会議に加盟して、それぞれの団体に役員を輩出している。2004年に支援費と介護保険の統合をしようと国から話が出た際にはこれに反対すべく活動を行った。毎年秋に千代田区の日比谷公園で開催されている「「骨格提言」の完全実現を求める大フォーラム」にも参加している。
特筆する点として、障害連には特別支援学校の同窓会や障害者施設の自治会が多く加盟している。各施設の問題をその施設の自治会と共に解決したり、施設内で暮らす入所者の自由を守る活動等も行っている。機関紙は「障害連事務局FAXレター」。サイトにて掲載し、希望者には事務局が文字通りFAXで送付している。
2019年度の目標の中では、全身性障害者の人権の確立と地域生活の保障、あるいは生活施設の改革を行うと共に将来的には脱施設化、障害者が暮らしやすい地域社会の実現、障害者権利条約のパラレルレポート作り、障害者総合支援法の見直しなどの方針を掲げている。
事務所を2004年まで神田駿河台の総評会館に置いており、今でも旧総評系の団体とは交流がある。
出典。

### 主な障害連に参加する団体
- 船橋障害者自立生活センター
- 東京清瀬療護園自治会
- 全国頸髄損傷者連絡会
- 東京都日野療護園自治会
- 静岡障害者自立生活センター
- どろんこ作業所
- 多摩療護園自治会
- 療護施設自治会全国ネットワーク
- スタジオI
- CILだんない
- パーソナルアシスタント町田

出典。

### 主な役員
- 代表 - 尾上裕亮
- 副代表 - 関根義雄
- 副代表 - 桜井淳子
- 事務局長 - （空席）
- 参与（事務局責任者） - 太田修平

出典。

### 主な協力団体
- DPI女性障害者ネットワーク
- 全国公的介護保障要求者組合
- 在宅障害者の保障を考える会
- 全国自立生活センター協議会(JIL)
- 「骨格提言」の完全実現を求める大フォーラム実行委員会
- 全国障害者解放運動連絡会議（全障連）
- 障害者・患者9条の会